# 色诺南德
色诺南德（藏語：སེ་སྣོལ་གནམ་ལྡེ།，威利转写：Se snol gnam lde，?—?），按照藏族的传统他是吐蕃王朝第18任赞普，吐蕃王朝早期八德王之三。